# Athena (luchadora)
Adrienne Palmer (de soltera Reese; nacida el 31 de agosto de 1988) es una luchadora profesional estadounidense, reconocida por su paso de 2015 a 2021 en la WWE bajo el nombre de Ember Moon, actualmente es conocida bajo el nombre de Athena en All Elite Wrestling. Es la actual Campeona Mundial Femenil de ROH en su primer reinado.
Adrienne en el circuito independiente se dio a a conocer compitiendo para promociones como Shimmer Women Athletes, Women Superstars Uncensored y Anarchy Championship Wrestling, en la cual fue una tres-veces ACW American Joshi Champion. Entre sus logros dentro de la WWE se destaca un reinado como Campeona Femenina de NXT y uno como Campeona femenina en parejas de NXT junto a Shotzi Blackheart.

## Carrera

### Anarchy Championship Wrestling (2007–2012)
Reese entreno el promoción dirigida por Booker T Pro Wrestling Alliance (ahora llamada Reality of Wrestling) en Houston, Texas, y comenzó luchando para la promoción bajo el nombre de Trouble en 2007. Bajo el nombre de Athena, debutó para Professional Championship Wrestling (PCW) el 10 de noviembre, del 2007, haciendo equipo con Mace Malone siendo derrotada por Claudia y Mike Foxx. Comenzó compitiendo regularmente para PCW a principios de 2008, y sin éxito retó a las PCW Tag Team Champions Jerome Daniels y Nobe Bryant por sus títulos el 17 de mayo, haciendo equipo con Brandon Collins. 
También compitió para varias promociones Texanas, más notable para Anarchy Championship Wrestling (ACW), en Austin. El 21 de febrero, del 2010, Athena retó a Rachel Summerlyn por el ACW American Joshi Championship, pero falló tratando de ganar. El 29 de mayo, derrotó a Summerlyn para ganar el American Joshi Championship en un three-way match también involucrando a Lillie Mae. El 12 de junio, Athena derrotó a Malia Hosaka. El siguiente día, Athena exitosamente retuvo el campeonato ante Mae, pero lo perdió de nuevo ante Summerlyn después. El 19 de septiembre, falló tratando de ganar el campeonato de Portia Pérez, y falló nuevamente el 10 de octubre en un four-way match que también involucro a Pérez, Amanda Fox y Jen-Alise. En junio de 2011, Athena entró en un torneo para determinar a la contendiente número uno por el ACW American Joshi Championship; derrotó a Ángel Blue en la primera ronda, Amanda Fox en las semifinales, pero perdió ante Rachel Summerlyn en las finales. El 18 de septiembre, Athena derrotó a Lady Poison para ganar el American Joshi Championship por segunda vez. El 23 de octubre, exitosamente retuvo el campeonato ante Barbi Hayden, Lillie Mae y Portia Pérez en un four-way match, y derrotaría a Mae y Jessica James para retener el título el 4 de noviembre. El 6 de noviembre y el 11 de diciembre, respectivamente, exitosamente retuvo el título en un six-way matches. El 15 de enero, del 2012, Athena perdió el campeonato ante Ángel Blue. En junio, Athena entró en el 2012 ACW Queen of Queens tournament, donde derrotó a Su Yung en la primera ronda, Christina Von Eerie en las semifinales, y Jessicka Havok en las finales para ganar el torneo. Ganó el ACW American Joshi Championship por tercera vez el 18 de enero derrotando a Su Yung, pero dejó el título vacante el 23 de agosto después de dejar la compañía.

### Shimmer Women Athletes (2010–2015)
Athena debutó en la promoción all-female, ubicada en Illinois Shimmer Women Athletes en el Volumen 33 el 11 de septiembre, del 2010, haciendo equipo con Bonesaw siendo derrotadas por Jessica James y Rachel Summerlyn. Durante los próximos días, Athena perdió ante Tenille en el Volumen 34, y Nevaeh en el Volumen 36. 
Regresó a Shimmer en octubre de 2011 en el Volumen 42, donde derrota a Jessie McKay y Mia Yim en un three-way match. En el Volumen 43, peleó contra Mercedes Martínez en un double count-out, y la derrotó por descalificación en el Volumen 44. En el Volumen 45, derrotó a Martínez por pinfall, y derrotaría a Sassy Stephie en el Volumen 47, y Ray en el Volumen 48. En el Volumen 49 en octubre, Athena sin éxito retó a Saraya Knight por el Shimmer Championship. En el Volumen 50, derrotó a Tomoka Nakagawa. 
En el Volumen 55, derrotó a Taylor Made, y en el Volumen 57, derrotó a Kimber Lee. En el Volumen 62, Athena derrotó a Candice LeRae. En el Volumen 64, derrotó a Cherry Bomb, y Kay Lee Ray en el Volumen 65. En el evento principal del Volumen 68, Athena compitió en un four-way match contra Madison Eagles, Cheerleader Melissa y Nicole Matthews por el Shimmer Championship, el cual fue ganado por Matthews. En el Volumen 72, derrotó a Mia Yim en un two out of three falls match.

### Women Superstars Uncensored (2011–2015)
Athena debutó para Women Superstars Uncensored (WSU) en WSU The Final Chapter el 11 de enero, del 2011, perdiendo ante Niya. Hizo su regreso a WSU el 5 de marzo en su show de cuarto Aniversario, derrotando a Leva Bates. En su show de quinto Aniversario el 5 de marzo, del 2012, nuevamente derrotó a Bates. En abril, Athena entró en el torneo J-Cup de 2012 y derrotó a Kimber Lee en la primera ronda, pero perdió ante Brittney Savage en las finales. En WSU Y.O.L.O. el 28 de abril, perdió ante Rain. En WSU An Ultraviolent Affair el 9 de febrero, del 2013, Athena falló tratando de ganar el WSU Championship de Jessicka Havok.
En el torneo WSU King and Queen of the Ring de 2013 en mayo, Athena hizo equipo con AR Fox; ambos derrotaron a Ezavel Suena y Latin Dragon en la primera ronda, y a Addy Starr y Matt Tremont en la segunda ronda para avanzar a las finales, donde ambos derrotaron a Drew Gulak y Kimber Lee. Después de un hiato debido a una lesión, Athena hizo su regreso a WSU el 7 de febrero, del 2014, derrotando a Hania Howling Huntress. El siguiente día, perdió ante LuFisto en un WSU Championship number one contender's match. El 21 de febrero, del 2015, Athena derrotó a Hania Huntress en un Tables, Ladders, and Chairs match. El 9 de mayo, del 2015, Athena derrotó a Niya para convertirse en la contendiente número uno por el WSU Spirit Championship.

### Otras promociones (2012–2015)
Athena debutó para All American Wrestling (AAW) el 16 de marzo, del 2012, donde hizo equipo con Christina Von Eerie y MsChif para derrotar al equipo de Sara Del Rey, Portia Pérez y Nicole Matthews. En el evento Absolute Intense Wrestling (AIW) Girls Night Out 7, Athena derrotó a Sassy Stephie. Luchó para la promoción Canadiense NCW Femmes Fatales el 3 de noviembre, derrotando a Cheerleader Melissa y Angie Skye para ganar una oportunidad por el NCW Femmes Fatales Championship más tarde esa noche, el cual perdió ante la campeona defendiente Kalamity. Athena debutó para Shine Wrestling en SHINE 5 iPPV el 16 de noviembre, derrotando a Ivelisse Vélez. She debutó para Ring of Honor (ROH) en febrero de 2013, perdiendo ante MsChif. En el evento producido por AIW Girls Night Out 8, Athena derrotó a Kimber Lee en un Climb the Rank qualifying match, y perdió en un four-way match ante Veda Scott más tarde esa noche. Hizo su regreso a ROH el 6 de abril, donde derrotó a Barbi Hayden, Cherry Bomb, MsChif y Scarlett Bordeaux en un four-way match. En el evento producido por ROH In the Heart of Texas el 1 de junio, derrotó a Barbi Hayden. En el evento de ROH Reclamation Night 1 el 11 de julio, derrotó a MsChif, pero pedio ante ella la siguiente noche en Reclamation Night 2 durante un four-way match.
En el evento de AIW Girls Night Out 12 en marzo de 2014, Athena derrotó a Mia Yim. Reese derrotó a Allysin Kay en un no count-out, no disqualification match para ganar el AIW Women's Championship. Reese exitosamente retuvo el campeonato en AIW All In el 26 de julio contra Heidi Lovelace. En AIW Battle of the Sexes ese mismo día, derrotó a Louis Lyndon. En Girls Night Out 14, Athena defendió y retuvo el campeonato frente a Veda Scott, y el 12 de octubre durante un evento de ACW frente a KC Warfield y Paige Turner. El 24 de abril, del 2015, retuvo el título en un four-way match que también involucraba a Veda Scott, Candice LeRae y Mickie James. En AIW Faith No More el 11 de septiembre, Athena perdió el campeonato ante Heidi Lovelace.

### WWE (2015–2021)

#### NXT Wrestling (2015–2018)
El 11 de septiembre, del 2015, se reportó que Reese había firmado un contrato con WWE, y sería asignada al territorio de desarrollo, WWE NXT, en el WWE Performance Center ubicado en Orlando, Florida. Hizo su debut en-ring durante un live event de NXT el 10 de octubre, haciendo equipo con Gionna Daddio en un combate por equipos, donde ambas fueron derrotadas por Alexa Bliss y Peyton Royce. Reese hizo su debut el 22 de octubre en las grabaciones de NXT, derrotando a Royce, donde debutó con un nuevo personaje, Ember Moon.
Luego de varias promos, Moon hizo su debut televisado el 23 de agosto de 2016 en NXT TakeOver: Brooklyn II, derrotando a Billie Kay. El 28 de septiembre de 2016, Moon derrotó a Mandy Rose. En los siguientes episodios de NXT, Moon se involucró en un feudo de Liv Morgan, Aliyah contra Billie Kay y Peyton Royce defendiendo a Morgan y Aliyah de los ataques de Kay y Royce hacia estas. Esto las llevó a enfrentarse en una lucha de seis, el 23 de noviembre de 2016, donde Moon, Morgan y Aliyah derrotaron a Billie Kay, Peyton Royce y Daria Berenato. El 7 de diciembre de 2016, Moon derrotó a Kimber Lee en su debut televisivo.  
El 25 de enero de 2017, Moon derrotó a Liv Morgan. Durante las siguientes semanas Moon mostraba más su interés hacia el Campeonato Femenil de NXT derrotando así, a varias luchadoras de NXT como, Liv Morgan, Aliyah, Billie Kay y Mandy Rose. Realizó un salve a la campeona Asuka, pero esta le retó mostrándole su campeonato como señal de superioridad.
Tras todas estas victorias, el mánager general organizó una pelea contra la campeona Asuka en el evento NXT TakeOver: Orlando por el campeonato.
Ell 1 de abril tuvo su lucha contra Asuka en NXT TakeOver: Orlando por el nuevo diseño del campeonato femenino de NXT saliendo derrotada. Posteriormente enfrentaría a Ruby Riot, Nikki Cross y Asuka en una amenaza de cuatro, sin embargo esta última la lesionó al arrojarla fuertemente del cuadrilátero a una de las barricadas durante una battle royal.
En NXT TakeOver: Brooklyn III, fue derrotada una vez más por Asuka, siendo la última lucha de esta última al dejar vacante el campeonato de NXT, pues subiría al Roster Principal. Asuka al dejar vacante el Campeonato, William Regal inició una serie de luchas que sacaría a las 3 participantes que lucharían entre sí para ganar el Campeonato femenil de NXT, por su parte Ember derrotó a Ruby Riot y Sonya Deville ganándose un lugar para NXT TakeOver: WarGames, donde se enfrentaría a Kairi Sane, Peyton Royce y Nikki Cross. El 18 de noviembre ganó el  campeonato femenino de NXT.

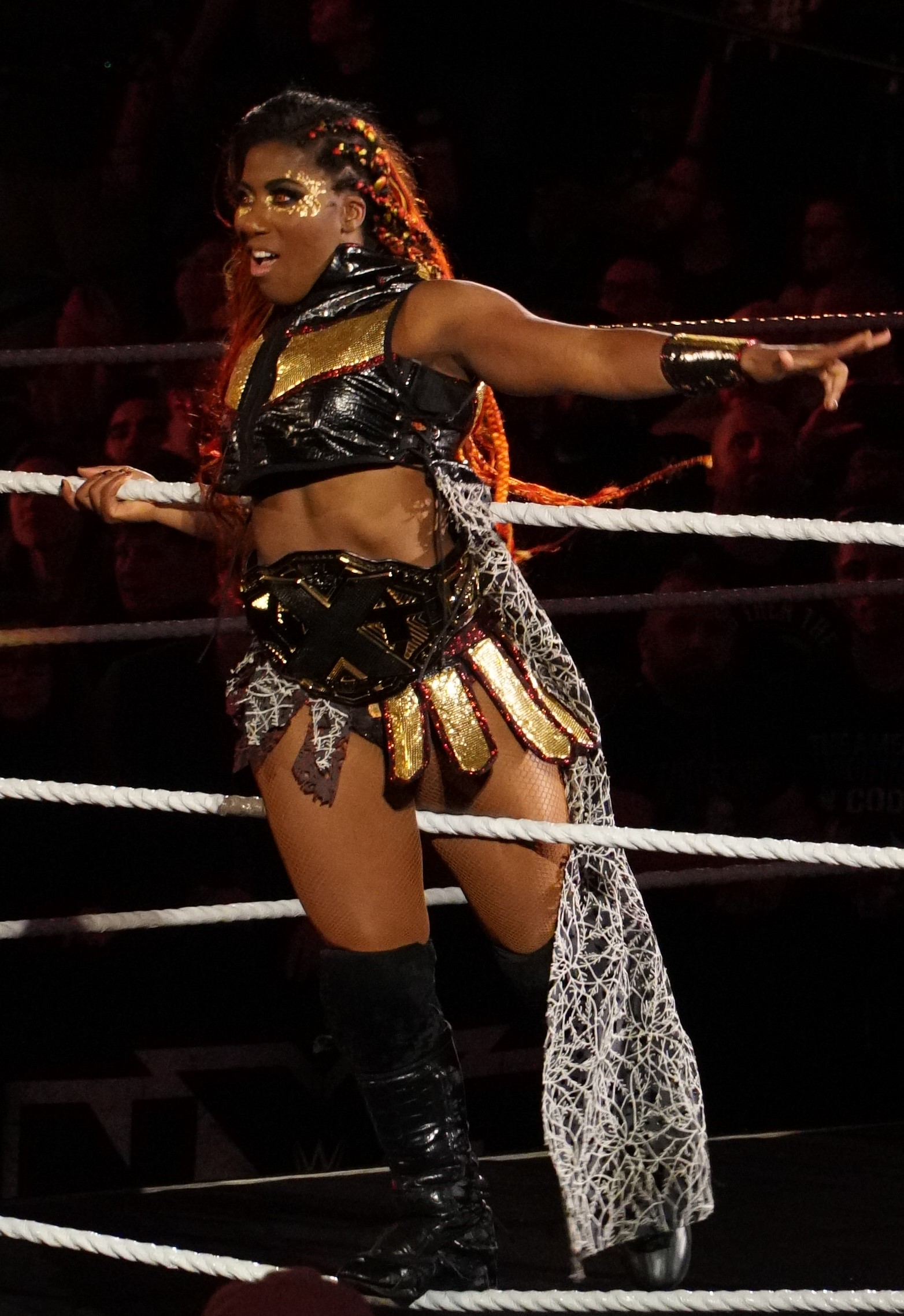
Moon en su primer reinado como Campeona Femenina de NXT.

El 28 de enero, formó parte del primer Royal Rumble entre mujeres, Moon entró a la batalla como la   #23, sin embargo no ganó la lucha al ser eliminada por Asuka. El 7 de abril en NXT TakeOver: New Orleans, Moon perdió su campeonato ante Shayna Baszler por sumisión técnica, siendo esta su última lucha de NXT.

#### Lista principal (2018-2019)
El 9 de abril en el Raw Post-WrestleMania, Moon hizo su debut siendo parte de dicha marca, Ember formó equipo con Nia Jax para derrotar a Mickie James y Alexa Bliss, después de que Jax la introdujera como su compañera secreta. Moon se enfrentó a Ruby Riott y a Sasha Banks en una triple amenaza para calificar y participar en el Money in the Bank Femenil en el cual Moon salió ganadora cubriendo a Riott. El 17 de junio en Money in the Bank, enfrentó a Charlotte Flair, Naomi, Lana, Becky Lynch, Natalya, Sasha Banks y Alexa Bliss en la lucha por él maletín femenino, saliendo esta última vencedora. Semanas posteriores empezaría un feudo con el Riott Squad, derrotando en diversas ocasiones a Liv Morgan, para que posteriormente saliera derrotada en luchas individuales por Ruby Riott y Sarah Logan. El 7 de septiembre se confirmó su entrada al WWE Mixed Match Challenge como compañera de Braun Strowman y reemplazo de Alexa Bliss, después de que esta saliera lesionada, su primera lucha en dicho torneo fue contra Natalya y Kevin Owens, saliendo victoriosos. El 5 de noviembre en Raw, Moon se enfrentó a Nia Jax saliendo derrotada, al finalizar el combate fue atacada brutalmente por esta misma y su prima, Tamina.
El 27 de enero de 2019 en el Royal Rumble competiría en la rumble femenina, donde ingresó como la #6 y durando 52 minutos y 23 segundos antes de ser eliminada por Alexa Bliss; Después de la lucha fue revelado que sufrió una lesión en el codo, misma que requirió cirugía que la mantuvo fuera de acción por unos meses. Durante el WWE Superstar Shake-up 2019, Moon fue traspasada a SmackDown. En junio, compitió en su segundo Money in the Bank ladder match pero no salió victoriosa. Durante junio y julio, Moon se enfeudó con Mandy Rose y Sonya Deville, hasta el 16 de julio que unió fuerzas con la Campeona Femenina de SmackDown, Bayley, con quien derrotó a la dupla. Luego de la lucha, Bayley eligió a Moon como su retadora para SummerSlam. Sin embargo, Moon perdió la lucha y comenzó una racha de derrotas, perdiendo en 5 luchas televisadas seguidas. Moon sufriría luego una lesión en el tobillo, lo cual implicó que no estuviera disponible para el Draft en octubre de 2019. Apareció en el episodio del 19 de noviembre de WWE Backstage, como analista, diciendo que estaría fuera de la acción por un tiempo indefinido.

#### Regreso a NXT y división por parejas (2020-2021)
En NXT TakeOver 31, Moon hizo su regreso después de un año de estar fuera de acción, revelándose como la luchadora misteriosa que se presentaría en dicho evento. El 28 de noviembre del 2020, Ember se unió al Team Shotzi junto a Shotzi Blackheart, Io Shirai y Rhea Ripley para enfrentar al Team LeRae (Candice LeRae, Dakota Kai, Raquel González y Toni Storm) en NXT TakeOver: WarGames en la lucha homónima, sin embargo, salieron derrotadas. Desde ahí, Moon se alió de forma definitiva con Blackheart compitiendo en el primer Dusty Rhodes Tag Team Classic femenino, perdiendo ante Dakota Kai y Raquel González en las finales. El 10 de marzo en NXT, Moon y Blackheart retaron a Kai and González a una lucha titular por los Campeonatos Femeninos en Parejas de NXT, derrotándolas y ganando los campeonatos, Ember gracias a esto se convirtió en la primera mujer en ganar tanto el campeonato femenino individual así como el de parejas.
En la segunda noche de NXT TakeOver: Stand & Deliver el 8 de abril, Moon y Blackheart tuvieron su primera defensa exitosa en un PPV ante las integrantes de The Way (Candice LeRae e Indi Hartwell). El 4 de mayo en NXT, Blackheart y Moon perdieron los campeonatos ante las representantes de The Way en un combate tipo pelea callejera, acabando con su reinado de 55 días. En NXT TakeOver: In Your House, Moon retó a Raquel González a una titular por el Campeonato Femenino de NXT, sin embargo, salió derrotada. Posterior a su derrota, su alianza con Shotzi se disolvió después de que esta fuera ascendida al roster principal, por lo Moon regresó a la competición individual. El 5 de octubre en NXT 2.0 tuvo lugar su última lucha en WWE, saliendo derrotada por Mandy Rose.
El 4 de noviembre del 2021, Adrienne fue liberada de su contrato con WWE después de 6 años con la empresa. Tiempo después de su salida de WWE, Adrienne reveló que estuvo bastante frustrada por sus planeas creativos tras el surgimiento de NXT 2.0 y la salida de Hunter de NXT como director, dando a detalle de la nuevas políticas en bastidores, asegurando que las mujeres de la marca debían alterar sus atuendos forzosamente para hacerlos más sensuales, así como la decisión de ascender a Shotzi con Tegan Nox como compañera de equipo al roster principal y no con ella, debido a que los nuevos creativos no sabían que eran equipo; Adrienne terminó por estallar cuando sin razón aparente Vince canceló sus planes creativos, estos consistían en cambiarla a heel después de una racha de derrotas consecutivas ante las nuevas integrantes de la marca, rematando con la propuesta de convertirla en coach de estas mismas dejándola fuera de televisión por tiempo indefinido, es entonces cuando exigió que se cancelaran sus vuelos u hospedaje si no tenían planes reales para su personaje.

### Circuito independiente (2021-presente)
En Warrior Wrestling 21 del 23 de abril de 2022, derrotó a Shazza McKenzie y a Skye Blue ganando el vacante Campeonato Femenino de Warriors Wrestling por primera vez.
En Prestige Wrestling: Vendetta, se enfrentó a Miyu Yamashita por el Campeonato Mundial Femenino de ROH.

### All Elite Wrestling (2022-presente)
El 29 de mayo de 2022, Athena hizo su primera aparición en All Elite Wrestling en el evento pago por visión AEW Double or Nothing siendo este su debut en la empresa. Ese mismo Tony Khan anunciaría su contratación haciendo a Athena parte del roster de AEW
Poco tiempo después de entrar a la plantilla, comenzó una rivalidad con The Baddies (Jade Cargill, Kiera Hogan y Red Velvet), enfrentándose a ellas semana a semana.
En el episodio 85 de Dark: Elevation, derrotó a Jody Threat.
En Final Battle, derrotó a Mercedes Martínez ganando el Campeonato Mundial Femenino de ROH por primera vez. En el Dark: Elevation emitido el 19 de diciembre, derrotó a VertVixen reteniendo Campeonato Mundial Femenino de ROH y a la siguiente semana en el Dark: Elevation emitido el 26 de diciembre, derrotó a Kiera Hogan reteniendo el Campeonato Mundial Femenino de ROH.
Comenzando el 2023, en el AEW Dark emitido el 10 de enero, derrotó a Marina Shafir reteniendo el Campeonato Mundial Femenino de ROH. En ROH Supercard Of Honor, derrotó a Yuka Sakazaki y retuvo el Campeonato Mundial Femenino de ROH.

## Campeonatos y logros
- Absolute Intense Wrestling
  - AIW Women's Championship (1 vez)

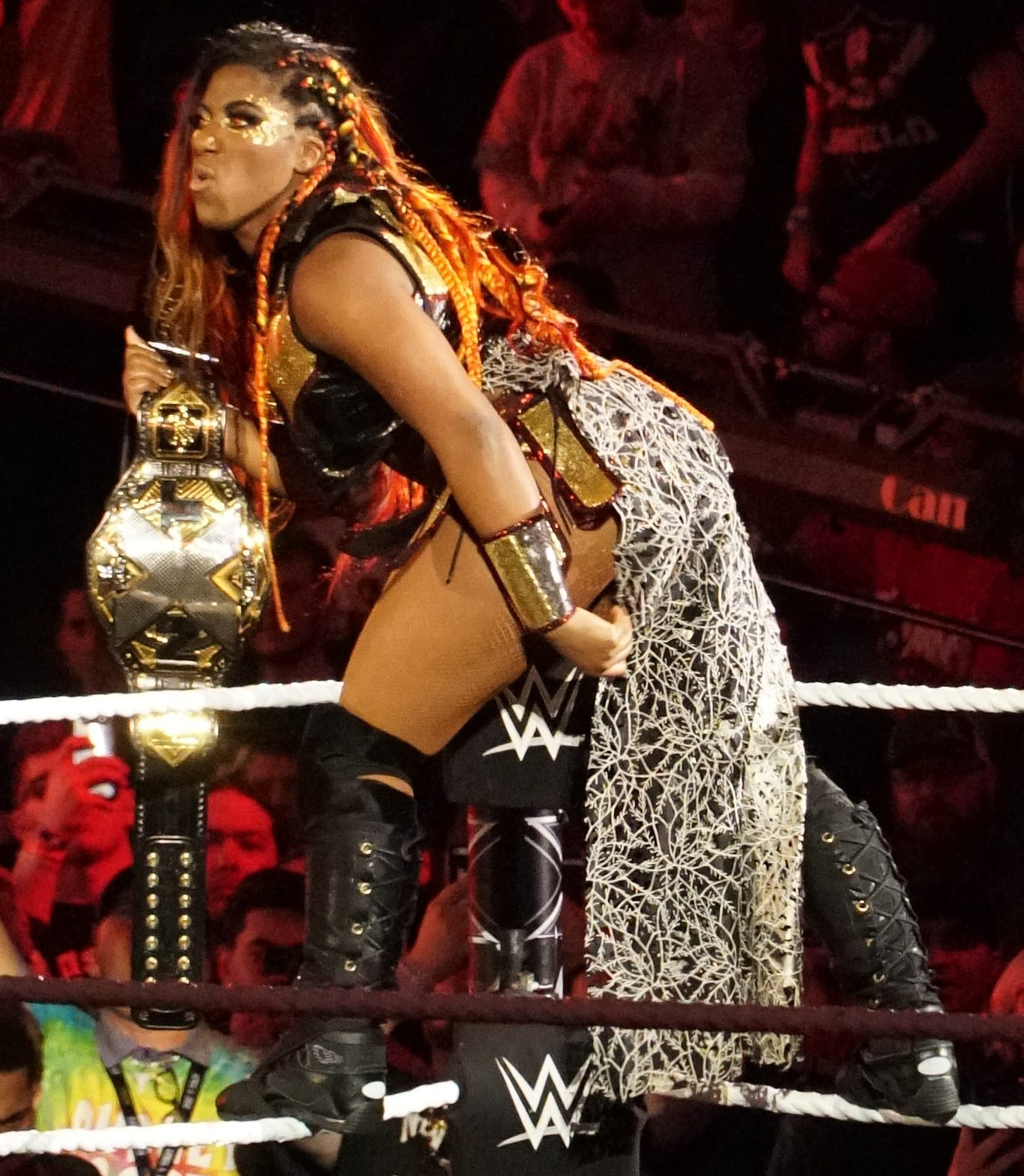
Ember Moon como la Campeona femenina de NXT.

  - ACW Televised Championship (1 vez)[28]

- Anarchy Championship Wrestling
  - ACW American Joshi Championship (3 veces)
  - ACW Queen of Queens Tournament (2012)

- Pro Wrestling Alliance
  - PWA Women's Championship (1 vez)[3]

- Warrior Wrestling
  - Warrior Wrestling Women's Championship (1 vez, actual)[29][30]

- Ring of Honor
  - ROH Women's World Championship (1 vez, actual)

- Women Superstars Uncensored
  - Queen and King of the Ring (2013) – con AR Fox[31]

- World Wrestling Entertainment/WWE
  - NXT Women's Championship (1 vez)
  - NXT Women's Tag Team Championship (1 vez) - con Shotzi Blackheart

- Pro Wrestling Illustrated
  - Situada en el Nº 25 en los PWI Female 50 de 2013[32]
  - Situada en el Nº 23 en los PWI Female 50 de 2014[33]
  - Situada en el Nº 24 en los PWI Female 50 de 2015[34]
  - Situada en el N° 37 en los PWI Female 50 de 2016
  - Situada en el N° 18 en los PWI Female 50 de 2017
  - Situada en el Nº 21 en los PWI Female 100 en 2018
  - Situada en el Nº27 en los PWI Female 100 en 2019
  - Situada en el Nº90 en los PWI Female 150 en 2021
  - Situada en el Nº6 en los PWI Female 150 en 2023